# Nine (album de Fairport Convention)
Pour les articles homonymes, voir Nine.
Albums de Fairport Convention
Rosie
(1973) Fairport Live Convention
(1974)
Nine est le neuvième album studio du groupe de folk rock britannique Fairport Convention. Il est sorti en 1973 sur le label Island Records.

## Fiche technique

### Chansons
| 1. | The Hexhamshire Lass                     | traditionnel arrangé par Fairport Convention                                                           | 2:31 |
| 2. | Polly on the Shore                       | paroles traditionnelles arrangées par Dave Swarbrick (en) et Trevor Lucas sur une musique de Dave Pegg | 4:56 |
| 3. | The Brilliancy Medley / Cherokee Shuffle | traditionnel arrangé par Fairport Convention                                                           | 3:56 |
| 4. | To Althea, from Prison                   | paroles de Richard Lovelace, musique de Dave Swarbrick                                                 | 5:10 |
| 5. | Tokyo                                    | Jerry Donahue                                                                                          | 2:52 |

| 6. | Bring 'Em Down         | Trevor Lucas                 | 5:59 |
| 7. | Big William            | Trevor Lucas, Dave Swarbrick | 3:25 |
| 8. | Pleasure and Pain      | Trevor Lucas, Dave Swarbrick | 5:03 |
| 9. | Possibly Parsons Green | Trevor Lucas, Peter Roche    | 4:42 |

La réédition remasterisée de Nine parue en 2005 chez Island Records inclut quatre titres bonus enregistrés lors du concert de Fairport Convention au Howff de Primrose Hill le 23 avril 1973.
| 10. | The Devil in the Kitchen (Fiddlestix) | traditionnel arrangé par Fairport Convention | 2:49 |
| 11. | George Jackson (en)                   | Bob Dylan                                    | 2:49 |
| 12. | Pleasure and Pain                     | Trevor Lucas, Dave Swarbrick                 | 4:59 |
| 13. | Six Days on the Road (en)             | Carl Montgomery, Earl Green                  | 3:44 |

### Musiciens
- Dave Swarbrick (en) : chant, violon, alto, mandoline
- Dave Pegg : basse, mandoline, chœurs
- Dave Mattacks : batterie, percussions, basse, harmonium, clavinet
- Trevor Lucas : chant, guitare acoustique, chœurs
- Jerry Donahue : guitare acoustique, guitare électrique

### Équipe de production
- Trevor Lucas : producteur
- John Wood (en) : producteur, ingénieur du son
- Fairport Convention : producteur
- Brian Cooke, Visualeyes : photographie
- "Wendy" D.M., Phillip Stirling-Wall : conception de la pochette